# Amselia
Amselia là một chi bướm đêm thuộc họ Crambidae.